# Gynoplistia tillyardi
Gynoplistia tillyardi är en tvåvingeart som beskrevs av Alexander 1929. Gynoplistia tillyardi ingår i släktet Gynoplistia och familjen småharkrankar. Inga underarter finns listade i Catalogue of Life.